# Důl Alžběta
Důl Alžběta (německy Elisabeth) byl hnědouhelný hlubinný důl v katastrálním území Trmice v okrese Ústí nad Labem v mostecké pánvi. Důl založil hrabě Albert Nostic a byl provozován v letech 1858–1958.

## Historie
Důl Alžběta byl založen severozápadně od železniční stanice Trmice na Ústecko-teplické dráze v roce 1858 hrabětem Albertem Nosticem. Důl byl pojmenován podle Alžběty Bavorské, manželky císaře Františka Josefa. Po smrti hraběte Alberta Nostice v roce 1871 získala důl jeho dcera Marie Antonie, která se v roce 1885 provdala za hraběte Arnošta Emanuela Silvu-Taroucca. Ta v roce 1915 důl prodala akciové společnosti Severočeské elektrárny v Podmoklech. Důl  Alžběta byl výhradním dodavatelem uhlí pro trmickou elektrárnu, která byla v majetku společnosti. Po druhé světové válce v roce 1947 byl důl přejmenován na 5. květen a v roce 1958 zanikl. Těžbu nahradil v padesátých letech 20. století nově založený povrchový důl (lom) 5. květen, který byl součásti Dolu Prokop Holý, n. p. v Tuchomyšli.

## Popis
Důl měl v roce 1930 dvě těžní věže, tři větrné a dvě vodní jámy. Byl spojen s dolem Albert podzemní lanovkou. V roce 1934 mělo dobývací pole rozlohu 341 ha, uhlí se dobývalo metodou komorování na zával a částečně patrováním na zával nebo se suchou zakládkou. Hlubinný důl vytěžil asi 50 % uhelných zásob, zbytek byl dotěžován lomem 5. květen v letech 1946–1964 a od roku 1965 lomem Barbora III.

## Elektrárna
Součásti dolu Alžběta byla elektrárna s výkonem 445 kW, která byla postavena v roce 1909 a měla v Čechách první parní generátor na výrobu střídavého proudu. Zásobovala elektřinou především zámek v Trmicích, velkostatek Nosticů a tři sousední obce. Fungovala do svého zrušení v roce 1916, kdy měla výkon 6 000 kW a naradila ji nová elektrárna v Trmicích. Přísun uhlí do zásobníků na 80 tun zajišťovala lanová dráha po nezastřešeném mostě dlouhém 293 m přímo z dolu Alžběta.